# WWE-pay-per-viewevenementen 2013
De WWE-pay-per-viewevenementen in 2013 bestonden uit pay-per-viewevenementen in het professioneel worstelen die door de WWE werden georganiseerd in het kalenderjaar 2013.
In 2013 introduceerde de organisator met Payback en Battleground twee nieuwe evenementen, die de evenementen WWE No Way Out en WWE Over the Limit vervingen.

## WWE-pay-per-viewevenementen in 2013
| Datum             | Evenement                     | Locatie                 | Stad                         |
| ----------------- | ----------------------------- | ----------------------- | ---------------------------- |
| 27 januari 2013   | Royal Rumble                  | US Airways Center       | Phoenix (Arizona)            |
| 17 februari 2013  | Elimination Chamber           | New Orleans Arena       | New Orleans                  |
| 7 april 2013      | WrestleMania 29               | MetLife Stadium         | East Rutherford (New Jersey) |
| 19 mei 2013       | Extreme Rules                 | Scottrade Center        | Saint Louis (Missouri)       |
| 16 juni 2013      | Payback                       | Allstate Arena          | Rosemont (Illinois)          |
| 14 juli 2013      | Money in the Bank             | Wells Fargo Center      | Philadelphia (Pennsylvania)  |
| 18 augustus 2013  | SummerSlam                    | Staples Center          | Los Angeles                  |
| 15 september 2013 | Night of Champions            | Joe Louis Arena         | Detroit                      |
| 6 oktober 2013    | Battleground                  | First Niagara Center    | Buffalo (New York)           |
| 27 oktober 2013   | Hell in a Cell                | American Airlines Arena | Miami                        |
| 24 november 2013  | Survivor Series               | TD Garden               | Boston                       |
| 15 december 2013  | TLC: Tables, Ladders & Chairs | Toyota Center           | Houston                      |